# Frank Sprongl
Frank Sprongl est un pilote de rallyes canadien de Woodbridge puis Georgetown (Ontario).

## Biographie
Ce pilote débuta en compétitions de rallyes en 1986, et sur Audi Quattro (Coupé) en 1990.
Il résida à Mississauga, en Ontario, état où il développe sa propre écurie depuis de nombreuses années déjà, le Four Star Motorsports Inc. team (siège social à Georgetown), qui adapte et développe des voitures de productions aux spécifications des rallyes nord-américains. Dan, son frère copilote, en est principalement le logisticien et gestionnaire.

## Palmarès
| Titres |
| --- |
| - Quadruple vainqueur de la Coupe d'Amérique du Nord des rallyes Toutes Catégories: 1994, 1995, 1997 et 1999; - Coupe des Rallyes d'Amérique du Nord en Classe Open: également en 1994, 1995, 1997 et 1999; - Participation à la victoire de Audi en Coupe des Marques des Rallyes d'Amérique du Nord: 1990, 1991, 1992, 1993, 1994, 1995, 1997, 1998 et 1999; - 1er Sextuple Champion des Rallyes Canadiens: 1991, 1994, 1995, 1997, 1998 et 1999; - Coupe des Champions du Canada des Rallyes: 1992; - Championnat du Canada des Rallyes: vainqueur de la Classe Open en 1990, 1991, 1992, 1994, 1995, 1997, 1998 et 1999 (à 8 reprises); - Participation à la victoire de Audi en Championnat des Marques du Canada: 1990, 1991, 1992, 1994, 1995, 1997, 1998 et 1999; - Championnat du Canada des conducteurs de voitures de Production P2 (Trophée Andy Browning): 2005 et 2006 (sur Suzuki); - Championnat des Rallyes Canadiens (Trophée Karl Pesek): vainqueur de la Classe Novice en 1990; - Championnat des rallyes de l'Ontario: vainqueur de la Classe Novice en 1988; - Vice-champion du Canada des rallyes: 1990. |

### Championnat des Rallyes Canadiens
| Année              | Pilote        | Copilote    | Marque/Véhicule |
| ------------------ | ------------- | ----------- | --------------- |
| 1991               | Frank Sprongl | Dan Sprongl | Audi Quattro    |
| 1994               | Frank Sprongl | Dan Sprongl | Audi Quattro    |
| 1995               | Frank Sprongl | Dan Sprongl | Audi Quattro    |
| 1997 (8 victoires) | Frank Sprongl | Dan Sprongl | Audi Quattro    |
| 1998 (8 victoires) | Frank Sprongl | Dan Sprongl | Audi Quattro    |
| 1999 (4 victoires) | Frank Sprongl | Dan Sprongl | Audi Quattro    |

### Victoires notables
- Rallye Rocky Mountain (Canada): 1991, 1992, 1998 et 1999;
- Rallye de Charlevoix (Canada): 1991, 1994, 1995 et 1997;
- Course de côte du Mont Washington : 1992, 1996, et 1998 (alors en 6' 42": record homologué et non battu durant 12 ans (officieusement par Travis Pastrana en 2010));
- Rallye Perce-Neige (Canada): 1995 et 1999;
- 1997: vainqueurs de 10 rallyes des championnats US et canadiens consécutivement, durant cette saison faste;
- Rallye de la Baie des Chaleurs (Canada): 1997, 1998 et 1999;
- Rallye Sno*Drift (USA - SCCA): 1997 et 2002;
- Rallye STP (USA - SCCA): 1998;
- Rallye de Québec (Canada): 1999 (2e en 2001);
- Rallye Bighorn (Canada): 1999;
- Rallye des Tall Pines (Canada - encore et toujours avec son team Four Star Motorsports Inc.): 2009 (sur Subaru Impreza STI, après trois ans d'absence complète des compétitions nationales);
- Rallye de Shannonville US: 2010 (comme copilote de Peter Thomson, sur Mitsubishi Evo VIII).

## Honneurs et distinctions
- Seul pilote à détenir une licence FIA durant plusieurs années;
- Avec son frère Dan, Grands Maîtres de la Canadian Association of Rally Sport (CARS - 5000 pts (>2000 - Juste après Taisto Heinonen, 1er Grand Maître)).